# Đội tuyển bóng đá bãi biển quốc gia Belarus
Đội tuyển bóng đá bãi biển quốc gia Belarus đại diện Belarus ở các giải thi đấu bóng đá bãi biển quốc tế và được điều hành bởi BFF, cơ quan quản lý bóng đá ở Belarus.

## Đội hình hiện tại
Chính xác tính đến tháng 9 năm 2016
Ghi chú: Quốc kỳ chỉ đội tuyển quốc gia được xác định rõ trong điều lệ tư cách FIFA. Các cầu thủ có thể giữ hơn một quốc tịch ngoài FIFA.
| Số | VT | Quốc gia | Cầu thủ                    |
| -- | -- | -------- | -------------------------- |
| 1  | TM |          | Valeri Makarevich          |
| 2  | HV |          | Vadzim Bokach              |
| 4  | HV |          | Ivan Konstantinov          |
| 5  | TĐ |          | Dzianis Samsonov           |
| 7  | HV |          | Ivan Miranovich            |
| 8  | TĐ |          | Ihar Bryshtel (đội trưởng) |

| Số | VT | Quốc gia | Cầu thủ             |
| -- | -- | -------- | ------------------- |
| 9  | HV |          | Andrei Davidovich   |
| 10 | TV |          | Aleh Slavutsin      |
| 11 | TV |          | Dzmitry Shymanouski |
| 13 | HV |          | Ilia Savich         |
| 20 | HV |          | Dzmitry Kamzolau    |
| 12 | TM |          | Aliaksandr Kavaleu  |

Huấn luyện viên:  Nicolas Alejandro

## Thành tích
- Thành tích tốt nhất tại Vòng loại giải vô địch bóng đá bãi biển thế giới: hạng 5
  - 2015
- Thành tích Giải vô địch bóng đá bãi biển châu Âu: Hạng 5
  - 2016